# Dendrophthora mesembryanthemifolia
Dendrophthora mesembryanthemifolia är en sandelträdsväxtart som beskrevs av Grisebach och Urban. Dendrophthora mesembryanthemifolia ingår i släktet Dendrophthora och familjen sandelträdsväxter. Inga underarter finns listade i Catalogue of Life.